# 水榮旭
水榮旭（？—17世紀），字蟄庵，浙江寧波府鄞縣人，明朝、南明政治人物。

## 生平
水榮旭本姓孫，過繼給御史水佳胤作養子，後來復原姓。崇禎十五年（1642年）中舉人，次年（1643年）聯捷進士，擔任吏部驗封司主事，魯王朱以海監國時改任員外郎。紹興失陷後，他和葛世振、林時對、林必達成立詩社，寫下為亡國悲憤的詩作；康熙十四年（1675年）四人都以病推辭清朝召用，時稱「甬東四節」。

## 引用
1. 1 2  錢海岳《南明史·卷八十一·列傳第五十七》：同（李白春）時（魯王）吏部司官……水榮旭，字蟄庵，鄞縣人。崇禎十三【十六】年進士。歷驗封主事、員外郎。不應清召。
2. ↑  光緒《鄞縣志·卷二十二·選舉表三》：（崇禎）十五年壬午（舉人）…… 水榮旭 後復姓孫
3. ↑  光緒《鄞縣志·卷三十九·人物傳十四》：孫榮旭，字蟄庵 續耆舊傳 ，為御史水佳允養子，後復姓孫 曹志 。崇禎十六年進士 案曹志作十三年進士 ，官吏部郎，丙戌後 續耆舊傳 與葛世振、林時對、林必達詩筩酒社，徜徉泉石間 曹志 ，所作詩悲憤淋漓，足為亡國大夫壯志節 續耆舊傳 。國朝康熙十四年，當事以遺逸薦，與世振、時對、必達皆以疾辭，人稱「甬東四節」。 曹志